# Gabriele Haring
Gabriele Haring (* 3. März 1965) ist eine ehemalige österreichische Fernsehsprecherin und Moderatorin.

## Ausbildung
Nach bestandener Matura studierte Haring bis 2006 Publizistik und Kommunikationswissenschaften sowie Geschichte und Kunstgeschichte an der Universität Wien. Dazu machte sie begleitende Praktika und diverse Sprachaufenthalte in England und Frankreich.

## Beruflicher Werdegang
In der Zeit von 1988 bis 1995 war sie Fernsehsprecherin beim österreichischen Fernsehen und erhielt 1992 den Romy als beliebteste Programmansagerin.
Danach machte sie bei Robert Casapiccola in Graz eine private Ausbildung zur Stimmbildnerin und besuchte Atem-Pädagogikseminare bei Romeo Alavi Kia und Renate Schulze-Schindler in München bzw. Wien.
Mitherausgeberin und Präsentatorin der filmischen Einstiegshilfe ins www „Ins Internet mit Josef Broukal“, creativvideo 1997.
„Smart Dolphin“, Regie und Präsentation, ebenda.
Im Jänner 1998 startete sie die berufliche Selbständigkeit als Sprech-, Vortrags- und Medientrainerin, Stimmbildnerin und Redecoach, Fokus Authentizität.
Moderation und Präsentation renommierter Veranstaltungen mit public interest.
2001 erwarb sie das Zertifikat für die Tätigkeit als Yogalehrerin in Österreich am Yoga Institut Vienna bei Mag. Reinhard H. Scholze,
2004 erlangte sie das Zertifikat als Internationale Yogalehrerin durch die IYTA Inc. in Sydney. Es folgte jahrzehntelange, kontinuierliche Yogalehrertätigkeit.
2001: Erste Vernissage als Malerin im Mödlinger „art cabinet“, seither über die Jahre immer wieder Einzelausstellungen.
2002 Edition der Lyrik-CD „KLANGWORTE“, diversity records.
Im Jänner 2005 wurde ihr der akademische Grad Bakkalaurea der Philosophie von der Universität Wien verliehen.
2007 erlangte sie das Zertifikat als Systemische Coach an der Europäischen Ausbildungsakademie.
2009 Edition des Hörbuchs „Erzherzog Johann“, Peter Polz Verlag
2010 erwarb sie das Zertifikat als Kinesiologin, an der Akademie für Kinesiologie und Persönlichkeitsentwicklung
und 2011 das Zertifikat zur Digmalytikerin an der Akademie für Kinesiologie und Persönlichkeitsentwicklung.
Jänner 2023: 25 Jahre Selbständigkeit

## Auszeichnungen
- 1992: Romy als beliebteste Programmansagerin

## Veröffentlichungen
- Ins Internet mit Josef Broukal – eine filmische Einstiegshilfe ins www: Mitherausgabe, Redaktion, Moderation. creativvideo, 1997
- Smart Dolphin: Buch, Regie, Sprache. creativvideo, 2001
- CD Klangworte: Bekenntnisse zum Leben, lyrics & piano, mit Thomas Barth. Erschienen bei diversity recordings, a division of beat4feet, 2002
- CD Erzherzog Johann, Peter Polz Verlag, 2009